# Prospero
Prospero ist ein männlicher Vorname.

## Herkunft und Bedeutung
Prospero ist eine Variante des Vornamens Prosper, weitere Informationen finden sich dort.

## Namensträger
- Prospero Albrici, auch Prospero Albrizzi (1822–1883), Schweizer Jurist, Weinhändler und Politiker
- Prospero Alpini (1553–1616), italienischer Arzt und Botaniker
- Próspero Barrios (* 1922; † unbekannt), uruguayischer Radrennfahrer
- Prospero Cavalieri (1768–1833), italienischer Geistlicher
- Prospero Colonna (Kardinal, um 1410) (um 1410–1463), italienischer Kardinal
- Prospero Colonna (Condottiere) (1452–1523), italienischer Condottiere
- Prospero Colonna (Kardinal, 1662) (1662–1743), italienischer Kardinal
- Prospero Colonna (Politiker) (1858–1937), italienischer Politiker
- Prospero Colonna di Sciarra (1707–1765), italienischer Kardinal
- Prospero Fontana (1512–1597), italienischer Renaissance-Maler
- Prospero Franchini (1774–1847), Schweizer Architekt und Ingenieur
- Prospero Frescobaldi (1550–1578), italienischer Maler, Musiker und Architekt
- Prospero Marchetti (1822–1884), österreichischer Politiker
- Prospero Nograles (1947–2019), philippinischer Politiker (Lakas Kampi CMD) und Sprecher des philippinischen Repräsentantenhauses

## Fiktive Personen
- Prospero, Hauptfigur in Shakespeares Der Sturm
- Prinz Prospero, Hauptfigur in der Erzählung Die Maske des Roten Todes von Edgar Allan Poe